# Красавчик Антонио
«Красавчик Антонио» (итал. Il bell'Antonio) — итальянско-французский драматический фильм 1960 года режиссёра Мауро Болоньини. Это адаптация одноимённого итальянского романа Витальяно Бранкати, опубликованного в 1949 году.
Фильм получил «Золотого леопарда» на Международном кинофестивале в Локарно, а также был внесён в список 100 итальянских фильмов, которые нужно сохранить, от послевоенных до восьмидесятых годов. В главных ролях снимались Марчелло Мастроянни и Клаудия Кардинале.

## Сюжет
Из Рима в родной городок Катания возвращается прекрасный Антонио, который прославился своими романами в столице. Женщины считают его «идеальным любовником», однако ни одна из них не может завоевать его сердце. И неожиданно для себя он влюбляется в молодую Барбару из богатой семьи и женится на ней. Но идиллия длилась недолго…